# Isabel (casta de uva)
Isabel é uma casta de uvas híbrida natural das espécies Vitis vinifera e Vitis labrusca. 

## História
Originou-se de semente no estado da Carolina do Sul, nos Estados Unidos, antes de 1800. De lá, expandiu-se no século XIX para a Europa e para o Brasil, onde veio a ser a base fundamental da vitivinicultura desse país. 

## Utilização
Pode ser consumida in natura ou utilizada na produção de vinhos brancos, rosados e tintos, bebidas destiladas, vinagre, suco, doce e geleia. É a cultivar mais plantada nos estados do Rio Grande do Sul e de Santa Catarina, no Brasil, podendo ainda ser plantada em regiões de clima tropical.